# Fichtelberg
Fichtelberg er et bjerg midt i Erzgebirge i delstaten Sachsen i det sydøstlige Tyskland nær grænsen til Tjekkiet. Bjerget er 1.215 meter over havet, og er det højeste bjerg i Sachsen og det næsthøjeste i Erzgebirge. Fichtelberg har to toppe og den mindste er 1.206 moh. Fichtelberg var det højeste bjerg i Østtyskland
Fichtelberg ligger ovenfor vintersportsbyen Oberwiesenthal, hvorfra en svævebane går op til toppen. Svævebanen åbnede i 1924 og er 1.175 meter lang og stiger 305 meter. Kabinerne på svævebanen er den ældste type i Tyskland.
På toppen ligger Fichtelberghaus, som er en restaurant og et hotel, og et 31 meter højt udsigtstårn. På klare dage kan man se bjergene i det nordlige Tjekkiet, (Böhmiske Mittelgebirge) og til bjerge på grænsen mellem Tjekkiet og Polen. Området omkring Fichtelberg og nabobjerget Klínovec er et populært vintersportsted og har mange skilifte og løjper til langrend.